# Rønnede
Rønnede är en tätort i Faxe kommun i Region Själland i Danmark. Tätorten har 2 956 invånare (2024). Den ligger på Själland, cirka 9 kilometer sydost om Haslev. Rønnede var centralort i Rønnede kommun fram till kommunreformen 2007.